# Хромосфера

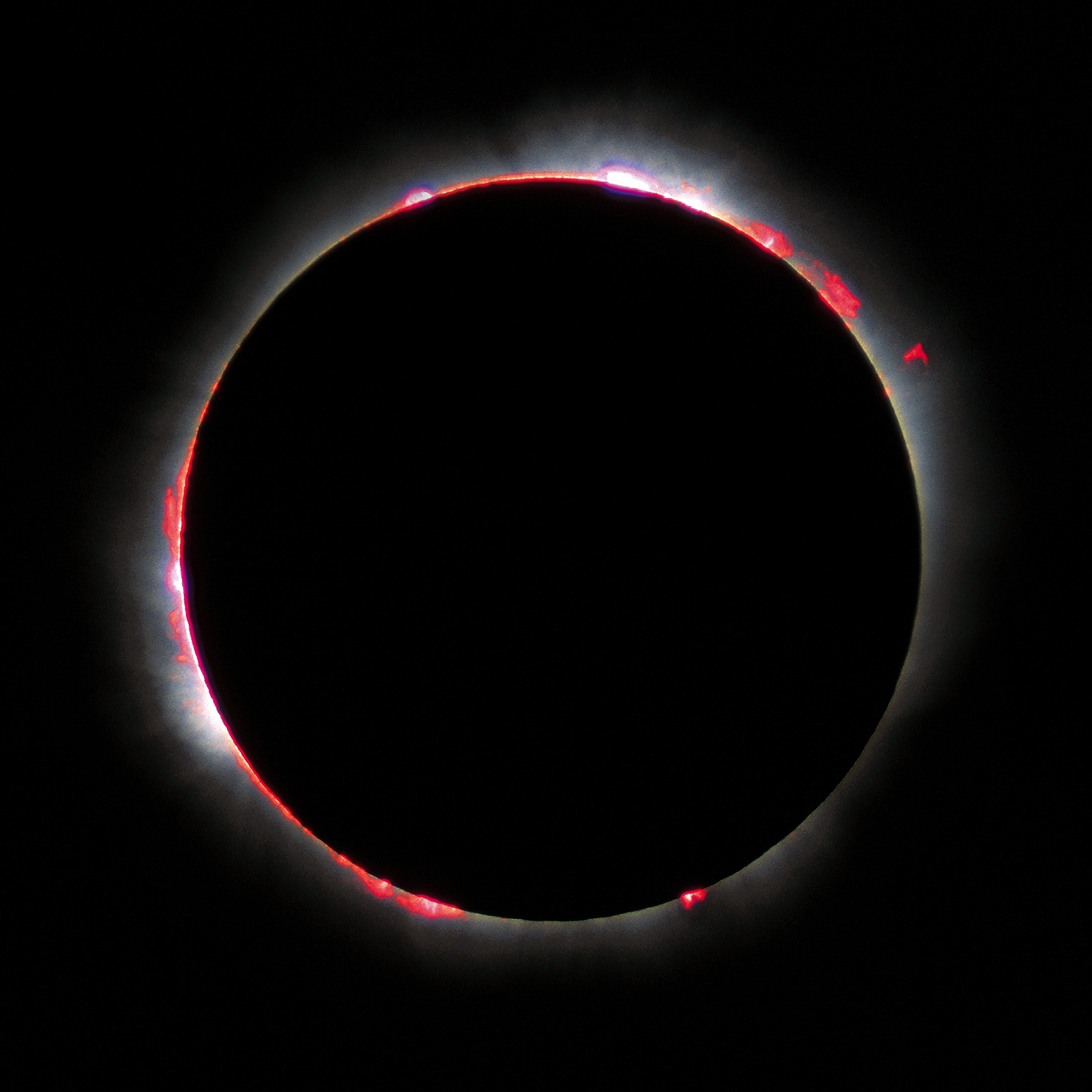
Фотографія сонячного затемнення

Хромосфера — розріджена газова оболонка Сонця, що спостерігається під час сонячного затемнення.
Сонячною атмосферою зазвичай називають шар газів, розрідженіших, ніж гази фотосфери, густина якої зменшується із збільшенням висоти. Цей шар змінної товщини під час повних затемнень «висовується» із-за темного краю Місяця або у вигляді червонуватого кільця, або у вигляді серпа, залежно від обставин і фази затемнення. За рожевий колір цю оболонку Сонця назвали хромосферою, а рожевий колір їй надає випромінювання водню, якого в хромосфері більше всього. 
Спектр хромосфери складається з яскравих ліній на темному фоні. Нижня частина хромосфери містить елементи, які формують фраунгоферові лінії поглинання. Спектр нижніх частин хромосфери, що складається з безлічі яскравих ліній, видно дуже недовго, звичайно 2 – 3 секунди. Його називають спектром спалаху: оскільки ці лінії спалахують майже на мить. Лінії різних хімічних елементів, складових хромосфери, спостерігаються до різної висоти. Найвище спостерігаються лінії іонізованого кальцію – до 14 000 км, хоча він і важчий, ніж водень. 
Хромосфера – область між фотосферою і короною. Проте виражена вона нечітко. Ця нечіткість виявляється особливо наочно у верхній хромосфері, яка досить плавно, без видимих меж переходить в сонячну корону. Саме у хромосфері розігруються найвражаючі з точки зору людини процеси. Одне з найцікавіших і найкрасивіших явищ в хромосфері – спікули. Спікули – це струмені речовини, що піднімаються вгору зі швидкістю 20 – 30 кілометрів в секунду до висоти понад 6 тисяч кілометрів. Іншими словами, спікули йдуть в область сонячної корони. Спостережуваний ліс спікул – постійна особливість хромосфери. Окремі спікули геометрично тонкі – товщина багатьох з них менше 500 кілометрів. Деякі учені вважають, що в кожен момент часу на Сонці є близько півмільйона спікул. Окремі скупчення спікул були названі «їжатцями». Спікули пов'язані з глибшими, ніж фотосферні гранули, елементами конвекції. Це так звана супергрануляція, розміри елементів якої досягають 3 тисяч кілометрів. Це явище було відкрите порівняно недавно. Елементи супергрануляції живуть вже не декілька хвилин, а добу. Елементи супергрануляції, вірніше – пов'язані з ними магнітні поля, впливають на хромосферу, ініціюючи в ній такі складні структури, як, зокрема, спікули. Система спікул, у свою чергу, утворює в хромосфері більш великомасштабну структуру, звану сіткою хромосфери.